# Blood on the Snow
Blood on the Snow è il terzo album della band statunitense Coven pubblicato nel 1974 dalla Buddah Records.

## Il disco
L'album è stato prodotto da Shel Talmy, originario di Chicago e noto per aver collaborato con gruppi quali The Kinks, The Creation e The Who.
L'album contiene una cover del brano Easy Evil scritto da Alan O'Day e già interpretato tra gli altri da Sarah Vaughan, John Kay, Lulu, Genya Ravan e Dusty Springfield.

## Tracce
1. Don't Call Me – 3:44 (testo: Neilsen, Dawson)
2. This Song's for All You Children – 2:58 (testo: Stone, Dawson, Hobbs)
3. Lady-O – 3:37 (testo: Neilsen, Dawson)
4. Blue, Blue Ships – 5:13 (testo: Neilsen, Dawson)
5. I Need a Hundred of You – 3:37 (testo: Neilsen, Dawson)
6. Hide Your Daughters – 5:10 (testo: Neilsen)
7. Lost Without a Trace – 5:54 (testo: Neilsen)
8. Easy Evil – 3:29 (testo: O'Day)
9. Blood on the Snow – 2:01 (testo: Neilsen)

Durata totale: 35:43

## Formazione

### Gruppo
- Jinx Dawson - voce
- Oz Osborne - basso
- Steve Ross - batteria
- Chris Neilsen - chitarra, voce
- John Hobbs - tastiere

### Altri musicisti
- Alan Estes - percussioni
- Frank Smith - sassofono